# Williams, Indiana
Williams är en ort i Lawrence County i delstaten Indiana, USA.